# Lê Hiếu
Lê Hiếu tên thật là Lê Trung Hiếu (sinh ngày 17 tháng 8 năm 1984), là một ca sĩ thuộc dòng nhạc nhẹ của Việt Nam.

## Sự nghiệp âm nhạc
Anh bắt đầu sự nghiệp âm nhạc chuyên nghiệp của mình tại thành phố Hồ Chí Minh dưới sự giúp đỡ của 2 nhạc sĩ là Bảo Chấn và Quốc Bảo. 
Các album và sản phẩm âm nhạc của anh luôn được khán giả yêu mến , với rất nhiều ca khúc hit như : Ngày Mai Em Đi , Con Đường Màu Xanh, Cơn Đau Cuối Cùng , Ngày Mai Sẽ Khác , Vài Lần Đón Đưa , Sau Này Của Chúng Ta , Và Tôi Cũng Yêu Em ….

## Nhận xét
Nhạc sĩ Quốc Bảo có lời nhận xét như sau về Lê Hiếu.
Giọng hát của Lê Hiếu là một giọng ca sạch sẽ hiếm hoi, nhẹ nhàng mà chất chứa những ưu phiền đằm sâu hiếm thấy ở một ca sĩ trẻ.

## Album
Các album Lê Hiếu đã phát hành

Lê Hiếu và Colin Farrell

1. Lê Hiếu - Vol. 1 - Đêm Tan & Ngày Lên (2003)
2. Lê Hiếu - Vol. 2 (2004)
3. Lê Hiếu - Vol. 3 (2005)
4. Lê Hiếu - Vol. 4 - Để Trọn Đời Thương Nhớ (2006)
5. Lê Hiếu - Vol. 5 - Cơn Đau Cuối Cùng (2007)
6. Lê Hiếu - Tình khúc Cho Em (2007)
7. Lê Hiếu - Về Đây Em (2007)
8. Lê Hiếu - Baby Let Me Go (2008)
9. Lê Hiếu - Dạ Khúc Dương Cầm (2008)
10. Lê Hiếu & Phương Vy - Mùa Thu Cho Em (2010)
11. Lê Hiếu - Chỉ còn những kỷ niệm (tháng 5/2011)
12. Lê Hiếu - Tôi Với Trời Bơ Vơ ( 2020)
13. Lê Hiếu - Hết Yêu… Từ Bao Giờ ( EP/ 2024)

## Ca khúc thành công
- Ngày tình phôi pha.
- Ngày mai em đi (bản mix 2017 với Soobin Hoàng Sơn).
- Thủy chung.
- Có nhớ tình đầu.
- Phố mùa đông.
- Hãy yêu thật lòng.
- Cánh buồm đỏ thắm.
- Đợi em về.
- Cơn đau cuối cùng.
- Con đường màu xanh (với ca sĩ Lệ Quyên).
- Niệm khúc cuối.
- Như đã dấu yêu.
- Mình từng bên nhau.
- Anh muốn nói.
- Giữ anh đi.
- Ngày mai sẽ khác.
- Vài lần đón đưa.
- Sau này của chúng ta.
- Em về tinh khôi.

## Giải thưởng
1. Huy chương vàng thi Giọng hát hay học sinh - sinh viên thành phố Hà Nội.
2. Huy chương vàng Giọng hát hay các tỉnh đồng bằng Bắc Bộ.
3. Huy chương Vàng cuộc thi Tiếng hát Học sinh sinh viên toàn quốc 2001.[3]
4. Top 10 ca sĩ được yêu thích nhất tại Làn Sóng Xanh 2007
5. Bài hát được yêu thích của năm “Ngày Mai Em Đi” cùng Soobin Hoàng Sơn tại Zing Award

## Gia đình
Từ năm 2019, anh quyết định kết hôn với Trần Việt Thu Trang (sinh năm 1990). Sau khi kết hôn, từ đó đến nay anh vẫn sinh sống tại Thành phố Hồ Chí Minh.